# Robert A. Altman
Robert Alan Altman (Washington, 23 de fevereiro de 1947 – 4 de fevereiro de 2021) foi um empresário norte-americano que ocupou o cargo de presidente e CEO da ZeniMax Media, empresa-mãe da Bethesda Softworks, LLC.

## Carreira
Altman foi um advogado. Tornou-se parte da empresa BCCI. Durante seu tempo lá, ele foi acusado de ajudar a empresa comprar um banco norte-americano e de mentir para reguladores dos EUA sobre o assunto. Em 1992, ele foi indiciado por oito acusações de crimes em Nova York. Altman sustentou que ele próprio foi enganado pelo banco. Ele foi absolvido de todas as acusações, embora tenha concordado em ser banido do mercado bancário para resolver um processo civil pelo Federal Reserve. Depois de deixar de advogar, Altman se tornou presidente e CEO da ZeniMax Media.

## Vida pessoal e morte
Robert é o filho de Norman Altman e Robinson Sophie. Sophie, que morreu de doença cardíaca em 2008, foi uma produtora de televisão do game show It's Academic. Robert tem três irmãos.
Em 29 de janeiro de 1984, Robert se casou a atriz que interpretava a Mulher Maravilha Lynda Carter. Juntos, tiveram dois filhos, James e Jessica Altman. Viviam em Potomac, Maryland, perto de Washington, DC.
A morte de Altman foi divulgada em 4 de fevereiro de 2021.